# Reseda phyteuma
Reseda phyteuma es una planta de la familia de las resedáceas.

## Descripción
Planta anual o bianual de unos 40 cm de altura, de hojas enteras y espatuladas. Poco ramificada, con racimos de flores terminales de color blanco amarillento y pétalos profundamente divididos a modo de filamentos. El fruto, de aproximadamente 1 cm, es un cilindro trilobulado, y con grandes sépalos persitentes. Florece en primavera y verano.

## Hábitat
Arcenes, cunetas, campos abandonados y herbazales.

## Distribución
Norte de África y oeste y centro del Mediterráneo, por el este hasta Grecia; ausente en la mayoría de las islas, excepto las Baleares y Córcega.

## Citología
Números cromosomáticos de Reseda phyteuma  (Fam. Resedaceae) y táxones infraespecificos: 2n=12

## Nombres comunes
- Castellano: farolilla, gualdilla, gualdón, marduxi, reseda silvestre, sesamoide menor, sosieganiño.[4]